# Fernando da Piedade Dias dos Santos
Fernando da Piedade Dias dos Santos, dit Nandó, né le 5 mars 1952 à Luanda, est un homme d'État angolais. Il a été nommé Premier ministre en novembre 2002 et a officiellement pris ses fonctions le 6 décembre de la même année. Il a auparavant exercé la charge de ministre de l'Intérieur. Il reste Premier ministre jusqu'au 30 septembre 2008, date à laquelle il devient président de l'Assemblée nationale. Du 18 février 2010 au 26 septembre 2012, il est vice-président de la République, poste créé par la nouvelle Constitution et qui remplace celui de Premier ministre, aboli.

## Biographie
Piedade est un cousin du président José Eduardo dos Santos. Ses parents ont émigré en Angola de São Tomé et Príncipe. 
Il a obtenu une licence en droit en 2009 à l' Université Agostinho Neto en Angola.
En 1971, Piedade a rejoint le Mouvement populaire pour la libération de l'Angola (MPLA). Après l'indépendance du Portugal en 1975, il entame une carrière au sein de la police populaire angolaise et devient chef de division en 1978. En 1981, il entre au ministère de l'Intérieur, où il devient vice-ministre en 1984. L'année suivante, il est élu membre du congrès MPLA-Workers 'Party et compte tenu du rang de colonel dans l'armée angolaise. Il est ensuite devenu membre de l'Assemblée du peuple, commençant une série de nominations à des postes ministériels.
Après avoir occupé le poste de ministre de l'Intérieur depuis 1999, Piedade a été nommé Premier ministre en novembre 2002 et a pris ses fonctions le 6 décembre 2002. Le bureau du Premier ministre était auparavant inoccupé depuis trois ans.
Le Piadade était le 14ème candidat sur la liste nationale du MPLA aux élections législatives de septembre 2008. Lors des élections, le MPLA a remporté une majorité écrasante et Piedade a été élu à un siège à l' Assemblée nationale.
Après les élections de 2008, le Bureau politique du MPLA a choisi Piedade pour devenir le président de l'Assemblée nationale le 26 septembre 2008. Il a également choisi Paulo Kassoma pour remplacer Piedade au poste de Premier ministre. Le 30 septembre, les membres nouvellement élus de l'Assemblée nationale se sont réunis et ont prêté serment. Piedade a été élue présidente de l'Assemblée nationale à cette occasion. Elle a recueilli 211 voix contre 3. 
Le 21 janvier 2010, l'Assemblée nationale a approuvé une nouvelle constitution qui augmenterait les pouvoirs présidentiels, éliminerait le poste de Premier ministre et éliminerait les élections populaires pour le poste de président. Piedade a qualifié l'adoption de la Constitution par l'Assemblée nationale de "moment historique". Le 3 février 2010, le président dos Santos a nommé Piedade au poste nouvellement créé de vice-président de l'Angola. Après avoir longtemps été un proche et puissant associé de dos Santos, sa nomination en tant que vice-président l'a rendue plus probable. qu'il était envisagé comme le futur successeur de dos Santos. Cependant, dos Santos avait déjà été désigné candidat du MPLA à la présidence en 2012, ce qui laisse supposer qu'il n'avait aucune intention de prendre sa retraite. 
En 2012, Manuel Vicente , qui avait dirigé la compagnie pétrolière d'État Sonangol , aurait été choisi par le président comme son successeur probable. Vicente a été désigné comme deuxième candidat sur la liste des candidats au Parlement du MPLA, ce qui en fait le candidat du parti au poste de vice-président. À la suite de la victoire du MLPA aux élections législatives de 2012 , Vicente a pris ses fonctions de vice-président le 26 septembre 2012, succédant à Piedade. Un jour plus tard, le 27 septembre 2012, Piedade a été élu à la présidence de l'Assemblée nationale.